# Коваржик, Ян
Ян Ко́варжик (чеш. Jan Kovařík; род. 19 июня 1988, Мост) — чешский футболист, полузащитник клуба «Богемианс 1905».

## Клубная карьера
Свою футбольную карьеру Ян начал в молодёжном составе клуба «Литвинов». Прошёл через многие футбольные школы, пока в 2008 году его не заметил тренер пражской «Славии» Карел Яролим, который и пригласил его в свой клуб. Но сезон 2008/09 Коваржик начал в аренде в клубе «Динамо» (Ческе-Будеёвице). Сыграв в общей сложности за «Динамо» 5 матчей, в апреле 2009 года Ян вернулся в «Славию», где провёл первый и единственный матч за этот клуб.
В начале сезона 2009/10 перешёл в «Баумит Яблонец», где сразу закрепился в основном составе. Здесь, в течение трёх с половиной сезонов, он провёл 95 матчей и забил 11 мячей.
В зимний перерыв сезона 2012/13 перешёл в «Викторию» (Пльзень).

## Достижения
Славия Прага
- Чемпион Чехии: 2008/09

 Баумит Яблонец
- Обладатель Кубка Чехии: 2012/13

 «Виктория Пльзень»
- Чемпион Чехии (4): 2012/13, 2014/15, 2015/16, 2017/18
- Обладатель Суперкубка Чехии: 2015

## Национальная сборная
С 2009 по 2011 год выступал за молодёжную сборную Чехии по футболу. Всего сыграл в 13 матчах и забил 2 мяча.